# Manuel Bustamante de la Fuente
Manuel J. Bustamante de la Fuente, (Arequipa, 6 de enero de 1889-Lima, 28 de septiembre de 1978) abogado, escritor y político peruano. 

## Biografía
Hijo de Pedro José Bustamante y Barreda, y de María de la Fuente y Gamio. Estudió en el colegio jesuita de San José y luego ingresó en 1903 a la Universidad Nacional de San Agustín para cursar Derecho. En 1910 se recibió como abogado y se graduó de doctor en Jurisprudencia.
Se dedicó a la docencia, como profesor de Filosofía y Derecho Constitucional en el Colegio Nacional de la Independencia Americana; así como al ejercicio de su profesión, orientándose principalmente hacia el Derecho Comercial e Industrial, ganándose pronto un prestigio en dicho campo.
Se involucró en la política, al oponerse a la reelección del presidente Augusto B. Leguía, por lo que fue desterrado. Caído dicho régimen, a fines de 1930 retornó al Perú, cuando gobernaba una Junta Militar de Gobierno encabezada por el teniente coronel Luis M. Sánchez Cerro. Tampoco le satisfizo este régimen, por lo que impulsó un movimiento revolucionario en Arequipa, que finalmente logró la renuncia de Sánchez Cerro. Le tocó presidir la Junta Provisional de Gobierno formada en dicha ciudad el 20 de febrero de 1931, cuyo Manifiesto redactó. Fue debido a su iniciativa que se otorgó la presidencia de la Junta a David Samanez Ocampo, viejo líder apurimeño, famoso por su continua oposición a los gobiernos desde comienzos del siglo XX.
En las elecciones generales de 1931 fue elegido diputado por Arequipa al Congreso Constituyente (1931-1936). En tal calidad, se opuso al desafuero de los 23 diputados apristas; asimismo, promovió las irrigaciones de La Joya y Majes, obras importantes para el departamento que representaba. 
Fue decano del Colegio de Abogados de Arequipa (1933 y 1938), institución que elevó al gobierno sus iniciativas sobre creación del Archivo Departamental de Arequipa, liberación de impuestos a las donaciones para fines culturales o de beneficencia y regulación de determinadas prácticas judiciales y políticas. 
Finalizando el primer gobierno cuasi democrático de Manuel Prado Ugarteche, encabezó junto con el exalcalde de Arequipa Julio Ernesto Portugal, un movimiento cívico en su ciudad natal, cuyo primer acto fue suscribir un memorial al gobierno en el que demandaban la vigencia irrestricta de las libertades públicas (3 de junio de 1944). Esto fue el primer paso para la formación del Frente Democrático Nacional en 1945, que reunió a grupos políticos y cívicos de diversa índole, siendo su núcleo central el Partido Aprista Peruano, que adoptó entonces el nombre de «Partido del Pueblo». Este Frente lanzó la candidatura de José Luis Bustamante y Rivero para las elecciones generales de 1945, resultando triunfador.
En esas mismas elecciones Manuel J. Bustamante fue elegido senador por Arequipa, en cuyo ejercicio se esforzó por moderar las aspiraciones desbocadas del aprismo. Producido el golpe militar del general Manuel A. Odría el 27 de octubre de 1948, se retiró a su ciudad natal.
Al convocar Odría a elecciones generales para 1956, Manuel J. Bustamante impulsó la candidatura presidencial de Manuel Prado Ugarteche, que resultó triunfadora. Pero afectado por una ceguera, abandonó la política y se retiró a la tranquilidad de su hogar. Destinó un capital para crear la fundación que lleva su nombre, cuyo objetivo es la promoción y apoyo de los estudios jurídicos e históricos mediante concursos a nivel nacional, los mismos que hasta hoy se mantienen, habiéndose ampliado el ámbito de acción hacia los estudios socioeconómicos.

## Publicaciones
- La escuela positiva en el Derecho Penal, Código de juzgados de paz, La irrigación de La Joya, Proyecto de Código del Trabajo (1931)
- Mis ascendientes (1955), escrupulosa relación genealógica de familias de Arequipa y otras ciudades del sur peruano.
- La monja Gutiérrez y la Arequipa de ayer y de hoy (1971), narración de carácter histórico.

## Árbol genealógico
|  |                                                      |  |  |  |  |  |  |  |  |  |  |  |  |  |  |  |
|  | 16. José Domingo Bustamante y Benavides              |  |  |  |  |  |  |  |  |  |  |  |  |  |  |  |
|  |                                                      |  |  |  |  |  |  |  |  |  |  |  |  |  |  |  |
|  |                                                      |  |  |  |  |  |  |  |  |  |  |  |  |  |  |  |
|  | 8. José Domingo Mariano Bustamante y Diez Canseco    |  |  |  |  |  |  |  |  |  |  |  |  |  |  |  |
|  |                                                      |  |  |  |  |  |  |  |  |  |  |  |  |  |  |  |
|  |                                                      |  |  |  |  |  |  |  |  |  |  |  |  |  |  |  |
|  | 17. Petronila Diez Canseco y Moscoso                 |  |  |  |  |  |  |  |  |  |  |  |  |  |  |  |
|  |                                                      |  |  |  |  |  |  |  |  |  |  |  |  |  |  |  |
|  |                                                      |  |  |  |  |  |  |  |  |  |  |  |  |  |  |  |
|  | 4. Pedro José Bustamante y Alvizuri                  |  |  |  |  |  |  |  |  |  |  |  |  |  |  |  |
|  |                                                      |  |  |  |  |  |  |  |  |  |  |  |  |  |  |  |
|  |                                                      |  |  |  |  |  |  |  |  |  |  |  |  |  |  |  |
|  | 18. Antonio de Alvizuri y Sagasti                    |  |  |  |  |  |  |  |  |  |  |  |  |  |  |  |
|  |                                                      |  |  |  |  |  |  |  |  |  |  |  |  |  |  |  |
|  |                                                      |  |  |  |  |  |  |  |  |  |  |  |  |  |  |  |
|  | 9. Juana Alvizuri y Fernández Maldonado              |  |  |  |  |  |  |  |  |  |  |  |  |  |  |  |
|  |                                                      |  |  |  |  |  |  |  |  |  |  |  |  |  |  |  |
|  |                                                      |  |  |  |  |  |  |  |  |  |  |  |  |  |  |  |
|  | 19. María Josefa Fernández Maldonado y Peralta       |  |  |  |  |  |  |  |  |  |  |  |  |  |  |  |
|  |                                                      |  |  |  |  |  |  |  |  |  |  |  |  |  |  |  |
|  |                                                      |  |  |  |  |  |  |  |  |  |  |  |  |  |  |  |
|  | 2. Pedro José Bustamante y Barreda                   |  |  |  |  |  |  |  |  |  |  |  |  |  |  |  |
|  |                                                      |  |  |  |  |  |  |  |  |  |  |  |  |  |  |  |
|  |                                                      |  |  |  |  |  |  |  |  |  |  |  |  |  |  |  |
|  | 20. Fernando Díaz Simón y Barreda                    |  |  |  |  |  |  |  |  |  |  |  |  |  |  |  |
|  |                                                      |  |  |  |  |  |  |  |  |  |  |  |  |  |  |  |
|  |                                                      |  |  |  |  |  |  |  |  |  |  |  |  |  |  |  |
|  | 10. José Alonso Díaz de Barreda                      |  |  |  |  |  |  |  |  |  |  |  |  |  |  |  |
|  |                                                      |  |  |  |  |  |  |  |  |  |  |  |  |  |  |  |
|  |                                                      |  |  |  |  |  |  |  |  |  |  |  |  |  |  |  |
|  | 21. Josefa de Barreda                                |  |  |  |  |  |  |  |  |  |  |  |  |  |  |  |
|  |                                                      |  |  |  |  |  |  |  |  |  |  |  |  |  |  |  |
|  |                                                      |  |  |  |  |  |  |  |  |  |  |  |  |  |  |  |
|  | 5. María Juana Salomé de Barreda y García de Rivero  |  |  |  |  |  |  |  |  |  |  |  |  |  |  |  |
|  |                                                      |  |  |  |  |  |  |  |  |  |  |  |  |  |  |  |
|  |                                                      |  |  |  |  |  |  |  |  |  |  |  |  |  |  |  |
|  | 22. Juan José García de Larrea                       |  |  |  |  |  |  |  |  |  |  |  |  |  |  |  |
|  |                                                      |  |  |  |  |  |  |  |  |  |  |  |  |  |  |  |
|  |                                                      |  |  |  |  |  |  |  |  |  |  |  |  |  |  |  |
|  | 11. Teresa Josefa García de Rivero                   |  |  |  |  |  |  |  |  |  |  |  |  |  |  |  |
|  |                                                      |  |  |  |  |  |  |  |  |  |  |  |  |  |  |  |
|  |                                                      |  |  |  |  |  |  |  |  |  |  |  |  |  |  |  |
|  | 23. María Josefa de Rivero Benavente                 |  |  |  |  |  |  |  |  |  |  |  |  |  |  |  |
|  |                                                      |  |  |  |  |  |  |  |  |  |  |  |  |  |  |  |
|  |                                                      |  |  |  |  |  |  |  |  |  |  |  |  |  |  |  |
|  | 1. Manuel José Bustamante de la Fuente               |  |  |  |  |  |  |  |  |  |  |  |  |  |  |  |
|  |                                                      |  |  |  |  |  |  |  |  |  |  |  |  |  |  |  |
|  |                                                      |  |  |  |  |  |  |  |  |  |  |  |  |  |  |  |
|  | 24. Manuel Ignacio Cayetano de la Fuente y Loayza    |  |  |  |  |  |  |  |  |  |  |  |  |  |  |  |
|  |                                                      |  |  |  |  |  |  |  |  |  |  |  |  |  |  |  |
|  |                                                      |  |  |  |  |  |  |  |  |  |  |  |  |  |  |  |
|  | 12. Mariano Belisario de la Fuente y Bustamante      |  |  |  |  |  |  |  |  |  |  |  |  |  |  |  |
|  |                                                      |  |  |  |  |  |  |  |  |  |  |  |  |  |  |  |
|  |                                                      |  |  |  |  |  |  |  |  |  |  |  |  |  |  |  |
|  | 25. María Clara Bustamante y Diez Canseco            |  |  |  |  |  |  |  |  |  |  |  |  |  |  |  |
|  |                                                      |  |  |  |  |  |  |  |  |  |  |  |  |  |  |  |
|  |                                                      |  |  |  |  |  |  |  |  |  |  |  |  |  |  |  |
|  | 6. Manuel Lorenzo de la Fuente y Errea               |  |  |  |  |  |  |  |  |  |  |  |  |  |  |  |
|  |                                                      |  |  |  |  |  |  |  |  |  |  |  |  |  |  |  |
|  |                                                      |  |  |  |  |  |  |  |  |  |  |  |  |  |  |  |
|  | 26. Juan Fermín de Errea y Euqui                     |  |  |  |  |  |  |  |  |  |  |  |  |  |  |  |
|  |                                                      |  |  |  |  |  |  |  |  |  |  |  |  |  |  |  |
|  |                                                      |  |  |  |  |  |  |  |  |  |  |  |  |  |  |  |
|  | 13. Tadea de Errea y de la Fuente                    |  |  |  |  |  |  |  |  |  |  |  |  |  |  |  |
|  |                                                      |  |  |  |  |  |  |  |  |  |  |  |  |  |  |  |
|  |                                                      |  |  |  |  |  |  |  |  |  |  |  |  |  |  |  |
|  | 27. Ana María de la Fuente y Loayza                  |  |  |  |  |  |  |  |  |  |  |  |  |  |  |  |
|  |                                                      |  |  |  |  |  |  |  |  |  |  |  |  |  |  |  |
|  |                                                      |  |  |  |  |  |  |  |  |  |  |  |  |  |  |  |
|  | 3. María Rafaela de la Fuente y Gamio                |  |  |  |  |  |  |  |  |  |  |  |  |  |  |  |
|  |                                                      |  |  |  |  |  |  |  |  |  |  |  |  |  |  |  |
|  |                                                      |  |  |  |  |  |  |  |  |  |  |  |  |  |  |  |
|  | 28. Bernardo Mariano Gamio y García Idiáquez         |  |  |  |  |  |  |  |  |  |  |  |  |  |  |  |
|  |                                                      |  |  |  |  |  |  |  |  |  |  |  |  |  |  |  |
|  |                                                      |  |  |  |  |  |  |  |  |  |  |  |  |  |  |  |
|  | 14. Luis Gamio y Araníbar                            |  |  |  |  |  |  |  |  |  |  |  |  |  |  |  |
|  |                                                      |  |  |  |  |  |  |  |  |  |  |  |  |  |  |  |
|  |                                                      |  |  |  |  |  |  |  |  |  |  |  |  |  |  |  |
|  | 29. Antonia de Araníbar y Fernández Cornejo          |  |  |  |  |  |  |  |  |  |  |  |  |  |  |  |
|  |                                                      |  |  |  |  |  |  |  |  |  |  |  |  |  |  |  |
|  |                                                      |  |  |  |  |  |  |  |  |  |  |  |  |  |  |  |
|  | 7. María Josefa Gamio y Gutiérrez de Cossío          |  |  |  |  |  |  |  |  |  |  |  |  |  |  |  |
|  |                                                      |  |  |  |  |  |  |  |  |  |  |  |  |  |  |  |
|  |                                                      |  |  |  |  |  |  |  |  |  |  |  |  |  |  |  |
|  | 30. Raymundo Gutiérrez de Otero y Martínez del Campo |  |  |  |  |  |  |  |  |  |  |  |  |  |  |  |
|  |                                                      |  |  |  |  |  |  |  |  |  |  |  |  |  |  |  |
|  |                                                      |  |  |  |  |  |  |  |  |  |  |  |  |  |  |  |
|  | 15. Gregoria Gutiérrez de Cossío                     |  |  |  |  |  |  |  |  |  |  |  |  |  |  |  |
|  |                                                      |  |  |  |  |  |  |  |  |  |  |  |  |  |  |  |
|  |                                                      |  |  |  |  |  |  |  |  |  |  |  |  |  |  |  |
|  | 31. María Magdalena de Cossío y Urbicaín             |  |  |  |  |  |  |  |  |  |  |  |  |  |  |  |
|  |                                                      |  |  |  |  |  |  |  |  |  |  |  |  |  |  |  |
|  |                                                      |  |  |  |  |  |  |  |  |  |  |  |  |  |  |  |